# Grafton Lock

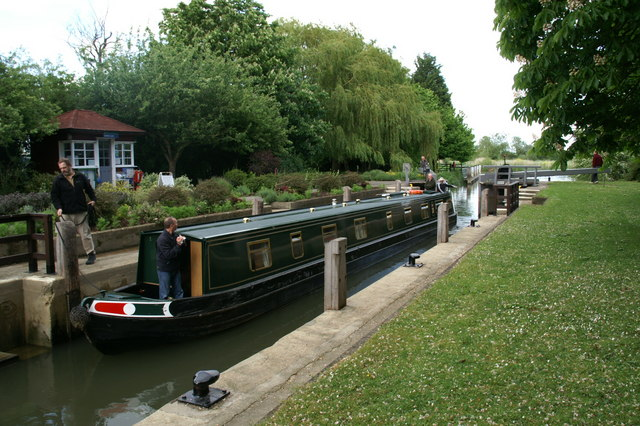
Das Grafton Lock mit einem Boot

Das Grafton Lock ist eine Schleuse in der Themse in Oxfordshire, England. Sie liegt auf der Nordseite des Flusses zwischen den Orten Kelmscott und Radcot, ungefähr 1,6 km südlich des Weilers Grafton. Die Schleuse wurde 1896 durch die Thames Conservancy gebaut.
Das Wehr ist auf der anderen Seite der Schleuseninsel.

## Geschichte
Es gab an dieser Stelle vorher ein Wehr und eine Stauschleuse, das als Day’s Weir, East Weir, New Lock Weir oder Lower Hart’s Weir bekannt war.
Die Thames Conservancy entfernte das Wehr 1869. Die ersten Pläne für eine Schleuse wurden 1892 gemacht.

## Der Fluss oberhalb der Schleuse
Flussaufwärts der Schleuse überquert die Eaton Footbridge den Fluss. An dieser Stelle gibt es Bootsanleger, die davon zeugen, dass es an dieser Stelle bis 1936 ein Wehr und eine Stauschleuse mit dem Namen Hart’s Weir gab.
Der Themsepfad verläuft auf der Nordseite des Flusses bis zum Buscot Lock.